# Brian Babin

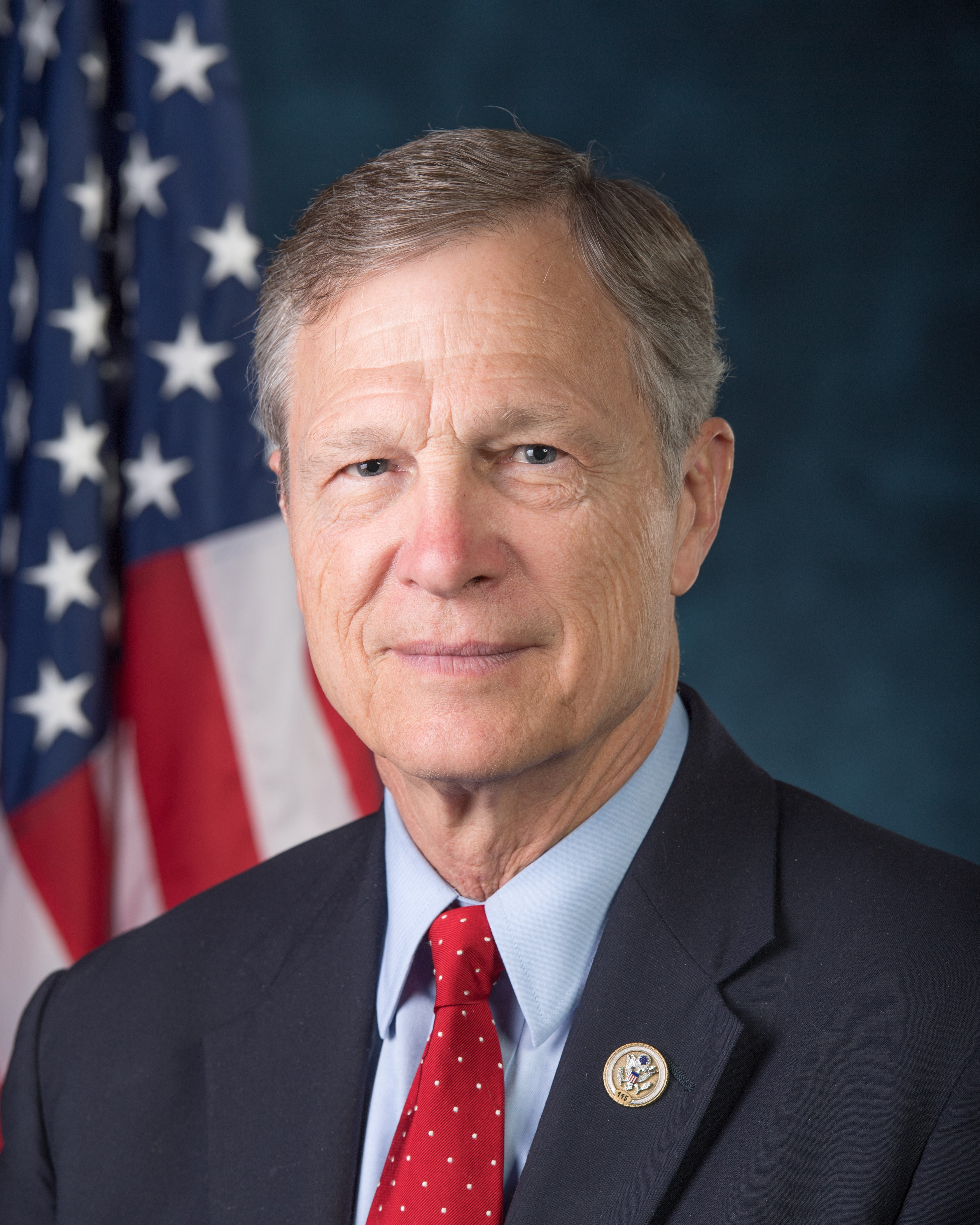
Brian Babin (2019)

Brian Philip Babin (* 23. März 1948 in Port Arthur, Jefferson County, Texas) ist ein US-amerikanischer Politiker der Republikanischen Partei. Seit Januar 2015 vertritt er den 36. Distrikt des Bundesstaats Texas im US-Repräsentantenhaus.

## Werdegang
Im Jahr 1966 absolvierte Brian Babin die Forest Park High School in Beaumont (Texas). Daran schloss sich bis 1973 ein Studium an der Lamar University in Beaumont an, wo er einen Bachelor of Science erlangte. Er beendete seine Ausbildung im Jahr 1976 mit einem Studium der Zahnmedizin an der University of Texas in Houston mit Abschluss als Doctor of Dental Surgery. Von 1969 bis 1975 diente er in der Texas National Guard. Anschließend diente er bis 1979 in der United States Air Force. Nach seiner Dienstzeit praktizierte er als Zahnarzt.
Babin ist seit 1972 mit seiner Frau Roxanne verheiratet. Das Paar hat fünf erwachsene Kindern und lebt in Woodville (Texas).

## Politik
Politisch schloss er sich der Republikanischen Partei an. In den Jahren 1981 und 1982 sowie nochmals zwischen 1984 und 1989 saß er im Stadtrat von Woodville im Tyler County. Dazwischen war er von 1982 bis 1984 Bürgermeister dieser Ortschaft. Zeitweise war er in den 1990er Jahren auch Mitglied des dortigen Schulausschusses. Von 1989 bis 1995 gehörte er der historischen Kommission seines Staates (Texas Historical Commission) an. In den Jahren 1996 und 1998 kandidierte er jeweils erfolglos für den Kongress. Von 1999 bis 2014 war er Mitglied der Staatsbehörde Lower Neches Valley Authority.
Bei der Wahl zum Repräsentantenhaus der Vereinigten Staaten 2014 wurde Babin im 36. Kongresswahlbezirk von Texas in das US-Repräsentantenhaus gewählt, wo er am 3. Januar 2015 die Nachfolge von Steve Stockman antrat, der erfolglos für den US-Senat kandidierte. Er hatte dafür mit 76 zu 22 Prozent der Stimmen gegen den Demokraten Michael Cole gesiegt. Babin wurde 2016 mit 88,6 % gegen den Grünen Hal Ridley Jr.  wiedergewählt. Im Jahr 2018 konnte er sich mit 72,6 % gegen die Vertreterin der Demokratischen Partei, Dayna Steele, durchsetzen. Bei der Wahl zum Repräsentantenhaus der Vereinigten Staaten 2020 gewann er gegen Rashad Lewis von der Demokratischen Partei, Chad Abbey von der Libertarian Party und Hal Ridley von der Green Party mit 73,6 % der Stimmen.
Die Primary (Vorwahl) seiner Partei für die Wahlen 2022 am 1. März konnte ohne Mitbewerber gewinnen. Er trat am 8. November 2022 gegen Jon Haire von der Demokratischen Partei an. Er entschied die Wahl mit 70,4 % der Stimmen für sich und war dadurch auch im Repräsentantenhaus des 118. Kongresses vertreten. Die folgende Vorwahl zum 119. Kongress gewann er mit 81,3 % und gewann die Repräsentantenhauswahl 2024 gegen die Demokratin Dayna Steele mit 69,4 %. Seine aktuelle Legislaturperiode im Repräsentantenhaus des 119. Kongresses läuft bis zum 3. Januar 2027.[veraltet]

### Ausschüsse
Er ist aktuell Mitglied in folgenden Ausschüssen des Repräsentantenhauses:
- Committee on Science, Space, and Technology
  - Investigations and Oversight
  - Space and Aeronautics
- Committee on Transportation and Infrastructure
  - Coast Guard and Maritime Transportation
  - Railroads, Pipelines, and Hazardous Materials
  - Water Resources and Environment

Außerdem ist er Mitglied in neun Caucuses.

### Verhalten um die Anfechtung der Wahl 2020
Babin gehörte zu den Mitgliedern des Repräsentantenhauses, die bei der Auszählung der Wahlmännerstimmen bei der Präsidentschaftswahl 2020 für die Anfechtung des Wahlergebnis stimmten. Präsident Trump hatte wiederholt propagiert, dass es umfangreichen Wahlbetrug gegeben hätte, weshalb er sich als Sieger der Wahl sah. Für diese Behauptungen wurden keinerlei glaubhafte Beweise eingebracht. Der Supreme Court wies eine entsprechende Klage mit großer Mehrheit ab, wobei sich auch alle drei von Trump nominierten Richter gegen die Klage stellten.